# یورگن رویگ
یورگن رویگ (دانمارکی: Jørgen Ryg؛ ‏ ۱۱ اوت ۱۹۲۷ – ۲۸ اوت ۱۹۸۱) بازیگر اهل دانمارک بود. وی بین سال‌های ۱۹۵۴ تا ۱۹۷۸ میلادی فعالیت می‌کرد.
از فیلم‌هایی که وی در آن‌ها نقش داشته است، می‌توان به مهمانی اداره و حالا نوبت می‌رسه به دامار اشاره نمود.